# アンモニア
アンモニア（英: ammonia）は、分子式 NH3で表される無機化合物。常圧では無色の気体で、特有の強い刺激臭を持つ。
水に良く溶けるため、水溶液（アンモニア水）として使用されることも多く、化学工業では基礎的な窒素源として重要である。また生体において有毒であるため、重要視される物質である。塩基の程度は水酸化ナトリウムより弱い。
窒素原子上の孤立電子対のはたらきにより、金属錯体の配位子となり、その場合はアンミン（英: ammine）と呼ばれる。例えば：
{\displaystyle {\ce {Cu^2+ + 4 NH3 <=> [Cu(NH3)4]^2+}}}
{\displaystyle {\ce {Ag^+ + 2 NH3 <=> [Ag(NH3)2]^+}}}
名称の由来は、古代リビュア（現在のエジプト西部、リビア砂漠）のシワ・オアシスにあったアモン神殿の近くからアンモニウム塩が産出した事による。ラテン語の sal ammoniacum（アモンの塩）を語源とする。「アモンの塩」が意味する化合物は食塩と尿から合成されていた塩化アンモニウムである。アンモニアを初めて合成したのはジョゼフ・プリーストリー（1774年）である。
共役酸 (NH+
4) はアンモニウムイオン（英: ammonium ion）、共役塩基 (NH−
2) はアミドイオン（英: amide ion）である。

## 性質
アンモニア分子は窒素を中心とする四面体構造を取っており、各頂点には3つの水素原子と一対の孤立電子対を持つ。常温常圧では無色で刺激臭のある可燃性気体。水に非常によく溶け、水溶液は塩基性を示す。
様々な酸と反応して、対応するアンモニウム塩を作る。また、有機反応において求核剤として振る舞う。例えば、ハロゲン化アルキルと反応してアミンを、カルボン酸ハロゲン化物やカルボン酸無水物と反応してアミドを与える。塩化水素（塩酸）を近づけると塩化アンモニウム (NH4Cl) の白煙を生じる。ネスラー試薬では褐色の沈殿を生じる。アンモニアは湿ったリトマス紙を青に変える事が可能である。

### 液体アンモニア
アンモニアは液化しやすく、20℃ では、0.857 MPa（8.46気圧）で液化する。また沸点が −33℃ と高いので、寒冷地では冬季に自然に液化することもあり得る。液体アンモニアの性質は水と似ている。例えば、様々な物質を溶解し、液体アンモニア自体も水溶液と似た性質を示す。
液体アンモニア中では弱い自己解離があり、−33℃（沸点）におけるイオン積は次のとおりである。
{\displaystyle {\ce {2NH3 <=> (NH4^+) + NH2^- ,}}}{\displaystyle \quad K_{\mbox{s}}=10^{-32.5}}

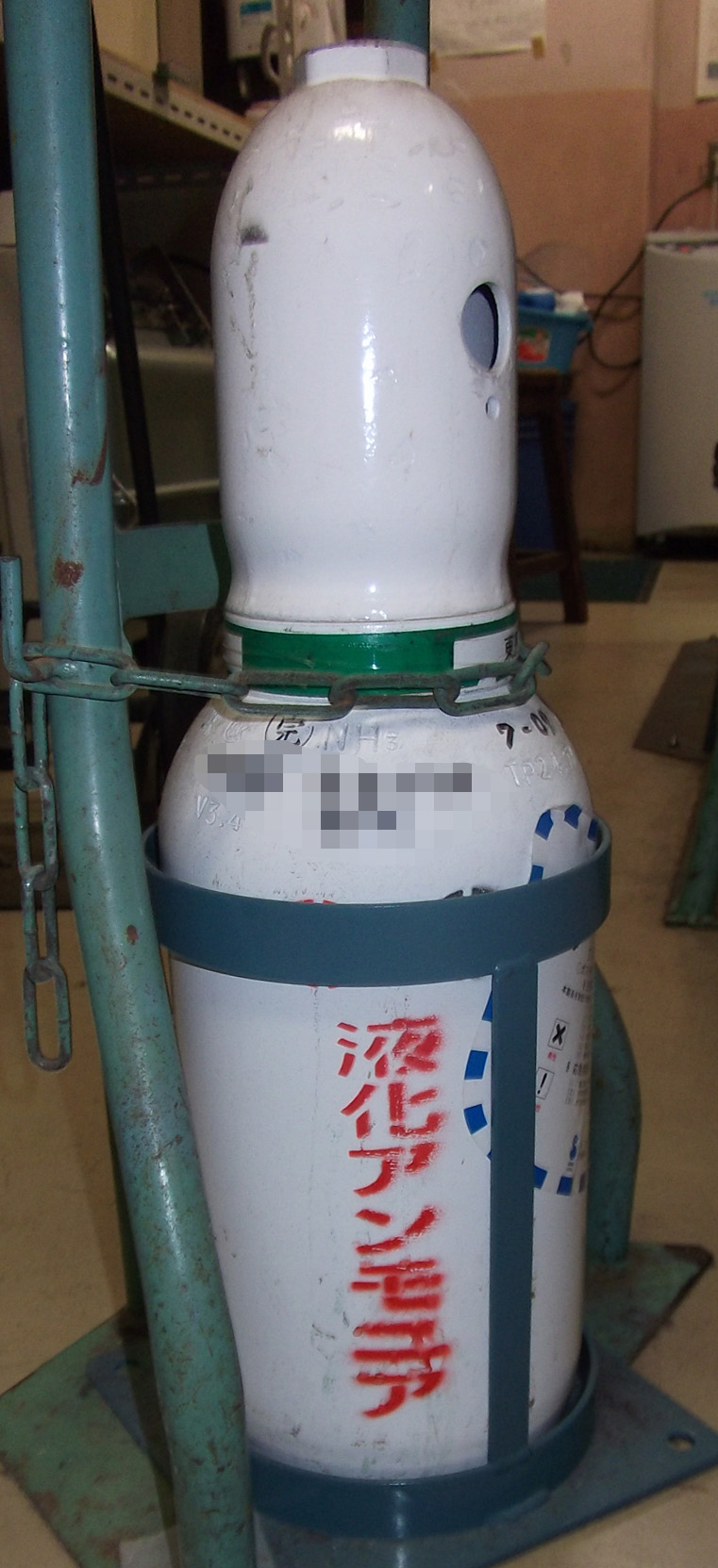
液体アンモニアの白色ボンベ。日本においては内容物によって塗装色が定められている。

液体アンモニアには単体アルカリ金属、アルカリ土類金属およびユウロピウムなどを溶解する性質がある。アルカリ金属、特にセシウムの溶解度は非常に大きく、これらの金属の希薄溶液は溶媒和電子によって青色を呈するが、濃厚溶液は金属光沢ブロンズ様の液体となる。液体アンモニアに溶解した金属ナトリウムは、バーチ還元などの有機反応に利用される。さらに、金属溶液は高濃度で金属的な伝導挙動を示すことが知られている。
比誘電率は −33℃ において 22.4 であり、水に比べてはるかに低い。無機塩類の液体アンモニアに対する溶解度は一般的に低いが、アンモニアの配位能力によってヨウ化銀(AgI)などは非常によく溶ける。

### 毒性
粘膜に対する刺激性が強く、濃度 0.1% 以上のガス吸引で危険症状を呈する。悪臭防止法に基づく特定悪臭物質の一つであり、毒物及び劇物取締法においても劇物に指定されている。日本では高圧ガス保安法で毒性ガス及び可燃性ガスに指定され、白色のボンベを用い、「毒性」などの注意書きは赤で書くように定められている。液体状のものが飛散した場合は非常に危険で、特に目に入った場合には失明に至る可能性が非常に高い。高濃度のガスを吸入した場合、刺激によるショックが呼吸停止を誘発することがある。生体において、血中アンモニア濃度が高くなると、中枢神経系に強く働き、意識障害が生じる。
急性毒性
- 吸入 ラット LC50 2000ppm/4hr
- 吸入 マウス LC50 4230ppm/4hr
- 吸入 ウサギ LC50 7 mg/m3/1hr
- 吸入 ネコ LC50 7 mg/m3/1hr
- 経口 ラット LD50 350 mg/kg

人体においては、摂取した蛋白質が肝臓で分解される過程でアンモニアが生じ、さらに尿素へと変化する。肝機能が低下するなどしていると「汗がアンモニア臭い」と感じられることがある。またアンモニアを吸引するなどした場合は量によっては危険であるため、血中アンモニア濃度を測定する。また、魚介類などの人間以外の生体については、環境水における濃度を測定する。

### 生分解性
アンモニア水は水生環境中で速やかに硝化、急速分解される。

### 燃焼
通常の状態における空気中での引火性は知られていない。発火点は651℃で空気中のアンモニア含有量が16–25%で爆発性ガスができる。液体アンモニアはハロゲン、強酸と接触すると激しく反応して爆発・飛散することがある。酸素中では燃焼し、窒素酸化物を発生する。

## アンモニア水
アンモニアの水に対する溶解度は気体としては非常に大きく濃厚水溶液が存在し、また密度は濃度と伴に減少し、市販の濃アンモニア水は25 - 28%程度のものが多く、26%（d=0.904 g cm-3）のものはモル濃度は13.8 mol dm−3である。アンモニアは水に対しかなり発熱的（すべての気体の溶解熱は発熱的であるが）に溶解し、また溶解に関するギブス自由エネルギー変化も負の値を取るため、水に非常に溶けやすいことになる。これは極性のアンモニア分子が、より極性の強い水分子と水素結合を形成するためである。
{\displaystyle {\ce {NH3(g) <=> NH3(aq)}}}
|                  | {\displaystyle {\mathit {\Delta }}H^{\circ }} | {\displaystyle {\mathit {\Delta }}G^{\circ }} | {\displaystyle {\mathit {\Delta }}S^{\circ }} | {\displaystyle {\mathit {\Delta }}Cp^{\circ }} |
| ---------------- | --------------------------------------------- | --------------------------------------------- | --------------------------------------------- | ---------------------------------------------- |
| アンモニアの溶解 | -34.13 kJ mol-1                               | -10.05 kJ mol-1                               | -81.2 J mol-1K-1                              | 59 J mol-1K-1                                  |

またアンモニア水は一部電離し、
{\displaystyle {\ce {NH3(aq) + H2O(l) <=> NH4^+(aq) + OH^{-}(aq)}}}, {\displaystyle Kb=1.8\times 10^{-5}}
{\displaystyle {\mbox{p}}K_{b}=4.75\,}
の酸塩基平衡反応によってアンモニウムイオン NH4+ と水酸化物イオン OH- が生じ塩基性を示す。かつてアンモニア水の塩基性は水酸化アンモニウム NH4OH が生成し、これが電離すると考えられていたが、水溶液中にはそのような化学種は認められず、また低温ではアンモニア一水和物 NH3·H2O が生成するが、これはアンモニア分子と水分子が水素結合したものであり水酸化アンモニウムの構造ではない。
また、弱塩基のアンモニアを中和した塩であるアンモニウム塩は弱酸性を示すが、これはアンモニウムイオンの酸解離による。塩基の強度は共役酸の酸解離定数で表記する場合が多い。
{\displaystyle {\ce {NH4^+(aq) <=> H^+(aq)\ + NH3(aq)}}}, {\displaystyle \ Ka=5.6\times 10^{-10}}
pKa{\displaystyle =9.25}
アンモニアの塩基解離およびアンモニウムイオンの酸解離に対するエンタルピー変化、ギブス自由エネルギー変化、エントロピー変化および定圧モル比熱変化は以下の通りである。アンモニアの塩基解離に関しては電荷の増加による、水和の増加に伴いエントロピーの減少が見られるが、アンモニウムイオンの酸解離に関しては、電荷は変化しないためエントロピー変化は小さい。
|                            | {\displaystyle {\mathit {\Delta }}H^{\circ }} | {\displaystyle {\mathit {\Delta }}G^{\circ }} | {\displaystyle {\mathit {\Delta }}S^{\circ }} | {\displaystyle {\mathit {\Delta }}Cp^{\circ }} |
| -------------------------- | --------------------------------------------- | --------------------------------------------- | --------------------------------------------- | ---------------------------------------------- |
| アンモニアの塩基解離       | 3.62 kJ mol-1                                 | 27.08 kJ mol-1                                | -78.6 J mol-1K-1                              | -210 J mol-1K-1                                |
| アンモニウムイオンの酸解離 | 52.22 kJ mol-1                                | 52.81 kJ mol-1                                | -2.1 J mol-1K-1                               | -14 J mol-1K-1                                 |

## アンモニウムイオン
アンモニウムイオン (英: ammonium) はアンモニアに水素イオンが付加（配位結合）することにより生成し、アンモニア水の電離によっても一部生成する1価の陽イオンであり、オニウムイオンの一種である。正四面体型構造をとる。

## アンモニウム塩
アンモニウムイオンを含むイオン結晶をアンモニウム塩（アンモニウムえん、英: ammonium）と呼び、アンモニアと酸との中和反応によっても生成する。多くのものが水に可溶であるが、過塩素酸塩、ヘキサクロロ白金酸塩などは溶解度が低く、アンモニウム塩の溶解度はアンモニウムイオンとイオン半径の近い、カリウム塩およびルビジウム塩に類似する。加熱により分解し、過塩素酸アンモニウムなどは爆発する。
- 無機アンモニウム塩
  - 塩化アンモニウム NH4Cl（塩安）
  - 過塩素酸アンモニウム NH4ClO4
  - 硫酸アンモニウム (NH4)2SO4（硫安）
  - 硝酸アンモニウム NH4NO3（硝安）
  - 炭酸アンモニウム (NH4)2CO3（炭安）

## その他関連物質
- 有機アンモニウム塩
  - 酢酸アンモニウム CH3COONH4
- クロラミン NH2Cl, NHCl2, NCl3（アンモニアの水素原子を塩素原子でいくつか置換したもの）
- アンモニアの酸化体としては硝酸やヒドラジンなどがある。
- 第四級アンモニウムカチオン R4N+

## 合成
現在ではアンモニアの工業生産はハーバー・ボッシュ法によるものが一般的である。実際のプラントでは水素と窒素を鉄触媒存在下 25 - 35 MPa、約500℃ で反応させると、
{\displaystyle {\ce {N2 + 3H2 -> 2NH3}}}
の反応によってアンモニアが生成する。

### 主な合成法
実験室レベルでは、アンモニア水を加熱するか、塩化アンモニウムと水酸化カルシウムを混合して熱する方法で、発生させることができる。水への溶解度が大きく、空気の平均分子量より小さいため、吸湿して構わないならば上方置換によって集めることができる。
高電圧放電法（1905年、ビルケランド・アイデ法）
雷と同じ方法で、空中で火花放電させて窒素と酸素から一酸化窒素を作り最後に硝酸とする。1905年に実用化したが、電力消費が極めて大きい。
{\displaystyle \mathrm {{N_{2}}+{O_{2}}\ {\xrightarrow[{3000^{\circ }{C}}]{\ }}\ 2NO\ {\xrightarrow[{600^{\circ }{C}}]{O_{2}}}\ 2NO_{2}\ {\xrightarrow {H_{2}O}}\ 2NHO_{3}} }
石灰窒素法（1906年，フランク・カロ法）
1901年ドイツ人フランクとカロによる方法で、炭化カルシウム{\displaystyle {\ce {(CaC2)}}} を窒化させて石灰窒素を合成する手法。消費電力は放電法の1⁄4。
{\displaystyle \mathrm {{CaO}\ {\xrightarrow[{2000^{\circ }{C}}]{3C}}\ \ CaC_{2}\ {\xrightarrow[{1000^{\circ }{C}}]{N_{2}}}\ CaCN_{2}\ {\xrightarrow {3H_{2}O}}\ 2NH_{3}} }
ルテニウム触媒（Ru-活性炭-K）
尾崎、秋鹿らによる、ハーバー法よりも温和な条件でアンモニアを合成できる、ルテニウム触媒を用いた合成法。
C12A7 Electride
アルミナセメントの構成成分を用いる方法で、常圧 320 - 400℃で合成可能。
モリブデン錯体
2010年にはレンゲの酵素構造を参考にして、モリブデンを含む触媒により、常温常圧でアンモニアを合成する手法が発表された。
ランタンコバルト金属間化合物 (LaCoSi)貴金属触媒を使用しない方法。
アンモニア電解合成

モリブデン触媒アンモニア合成
常温で窒素と水と還元剤のヨウ化サマリュウムとモリブデン触媒をかき混ぜるだけで、アンモニアを合成できる。2019年発表。
水素50℃＋窒素＝アンモニア合成
上水道や海水からセルロースナノファイバー電極と言う水素で脆くならず、錆びない電極を用いて水素を得て、水素を50℃に温めて、新触媒のRu／CaH２（ルテニウムナノ粒子とカルシウムハイドライドの複合体）Ca2+ (H-)2　Ca2+ (Cl-)2　塩化カルシウム（除雪剤・脱水剤）を使用する事で、アンモニアを合成する手法。2020年発表。

## 用途

### 化学原料
アンモニアは硝酸などの基礎化学品、硫安などチッソ肥料の原料となるため、工業的に極めて重要な物質である。2008年度日本国内生産量は 1,244,083t、消費量は 403,841t である。全世界の年間生産量（2010年）は1.6億tで、そのうち8割が肥料用であると言われている。
ソルベー法が盛んに用いられた時期には炭酸ナトリウムを製造するための原料だった。

### 冷媒
液化したアンモニアはバーチ還元の溶媒として使用される。また、蒸発熱が大きいため (5.581 Kcal/mol)、冷蔵機・冷凍機の冷媒として利用されているが、小型の機器では吸収式冷凍機を除きそのほとんどがフロンなどに替わられた。しかし新しい冷媒に比べオゾン層の破壊係数が少ないことから、最近この用途で見直されつつある。また人工衛星などの宇宙開発用機器の冷却にも多く用いられている。

### 燃料
19世紀末にはアメリカ合衆国で Emile Lamm が1870年と1872年にアンモニアを動力源として使用する機関車に関する特許を取得してニューオーリンズで1872年に作動流体として圧縮空気や蒸気の代わりにアンモニアを使用する無火機関車が馬車鉄道の代わりに使用された。費用は1日当たり$6.775で、動物による牽引では1日当たり$9.910だった。

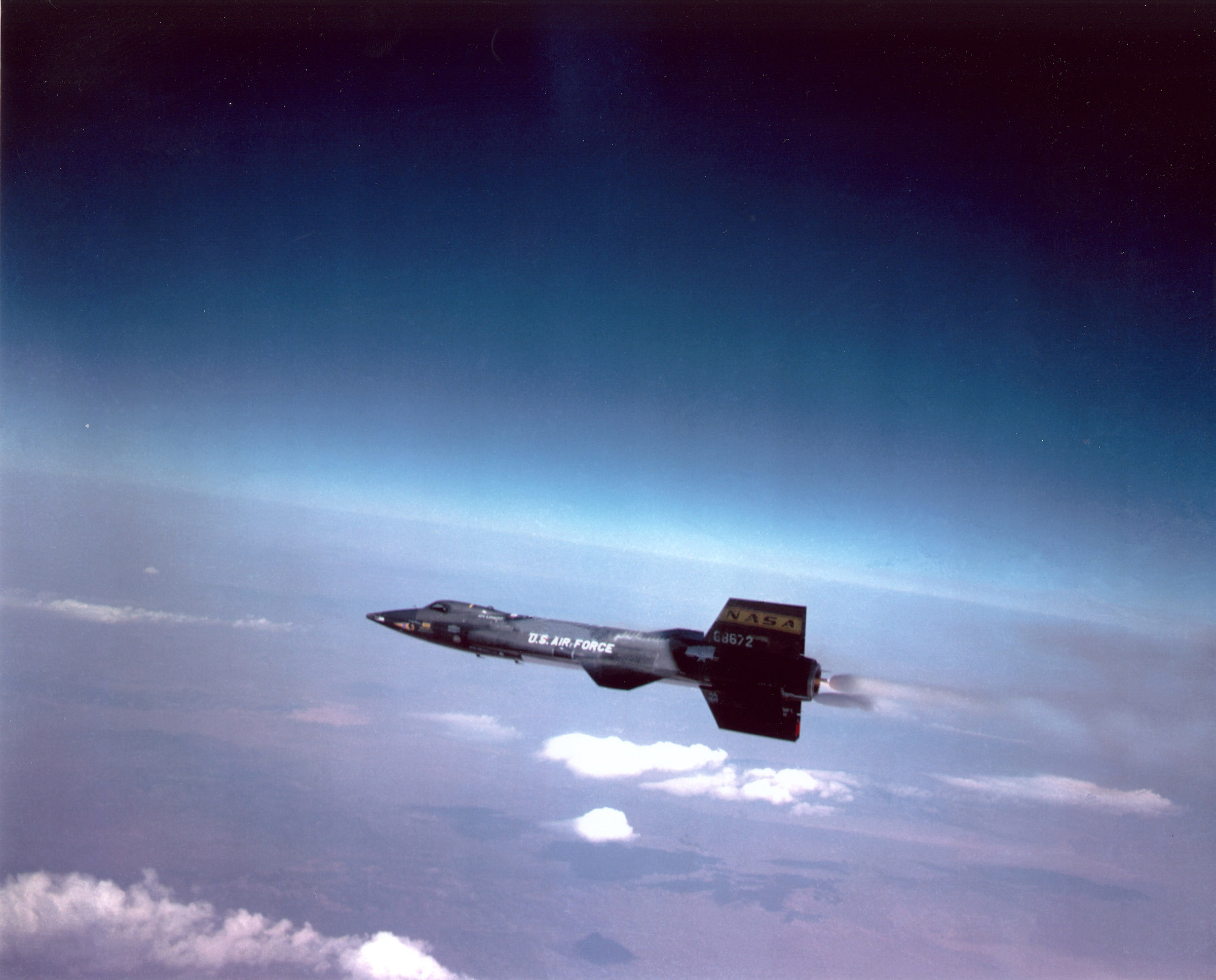
X-15のエンジンがアンモニアを燃料として使用していた

#### 火力発電
前述のようにアンモニアは条件次第で燃焼し、燃やしても代表的な温室効果ガスである二酸化炭素が生成されない。このためアンモニアを火力発電用燃料として使う技術開発が行われている。微粉炭と混焼させたり、ガスタービン発電で燃料や空気の供給量・速度を調整したりする方法等が研究されている。2020年現在、日本の火力発電所の燃料として利用する実証試験が行われている。この試験では、産油国であるサウジアラビアの化学プラントで天然ガスからアンモニアを製造する際に、排出される二酸化炭素を分離回収して、増進回収法（EOR）や二酸化炭素回収・貯留（CCS）に利用する。こうしたことから、使用するアンモニアを、カーボンニュートラルな燃料として、「ブルーアンモニア」と呼称している。
グリッドパリティ達成、再エネの価格低下により地域によってはブルーアンモニアより安く再生可能エネルギーによるグリーンアンモニアを製造可能になっている。経済産業省では3円/kWhでアンモニアを製造できると試算しているが、発電時の損失、火力発電所の改修コストを考えると最終的な発電コストは23.5円/kWhとしている。
アンモニアを燃焼させると二酸化炭素より強力な温室効果ガスである亜酸化窒素が発生する、均等化発電原価が高価である、大気汚染を引き起こす、2050年カーボンニュートラル目標に整合しないなどの欠点・批判もある。

#### ロケット燃料
XLR99のようなロケット燃料に使われたことがある。炭素が無いのでエンジンの高温による炭素析出、煤の発生や配管の詰まりを防ぐことが出来る。

#### 燃料電池
炭化水素燃料では炭素の析出や一酸化炭素の触媒毒が問題になるがアンモニアなら問題ない。

#### ディーゼルエンジン混焼
船舶や自動車等の脱炭素燃料として注目される。
アンモニアは爆発限界が狭く燃えにくいため、給気に混ぜ予混合気としてエンジンに送り込むことができ、重油の使用量を容易に減らせる。しかしアンモニア混合比率が増えるといかにアンモニアを燃やすかが課題となる。

### 水素貯蔵
水素をそのままの状態で保存するよりアンモニアのほうが沸点、蒸気圧を下げ簡単に液化できるため水素貯蔵の一つとして研究されている。
アンモニアから水素の生成は吸熱反応で、400℃近い加熱された触媒によって生成される。
{\displaystyle {\ce {NH3(g)->1{.}5H2{(g)}+0{.}5N2(g)}}} {\displaystyle \Delta H=+45\mathrm {kJ/mol} }
水素に戻す際の熱源はSOFCのような高温の燃料電池の廃熱を利用したり、アンモニアと空気の触媒燃焼によって賄うことができる。

### 脱硝
環境に有害な窒素酸化物の発生を抑制するために火力発電所のボイラーなどに設置される、選択触媒還元脱硝装置の還元剤として使用される。ディーゼルエンジンを動力とするディーゼル自動車においても応用されている（尿素SCRシステム）が、アンモニアを直接搭載するのは危険であるため「AdBlue」と呼ばれる専用の尿素水を代わりに搭載し、これを排気中に噴射することにより高温下で加水分解させアンモニアガスを得る仕組みになっている。

### その他の用途例
- 銀鏡反応を利用した銀めっきの還元剤としても使用される。
- 強烈な刺激臭のため、気絶した人に気付け薬として嗅がせることがある。また 9.5–10.5% のアンモニア水溶液は日本薬局方一部医薬品（日本薬局方アンモニア水）で虫刺され用の外用薬の成分として用いられることもある[40]。ただし、アンモニア自体はギ酸などには中和が期待されるものの、ヒスタミンなどに対する分解作用は無い。
- ブルーアンモニアなど、

## 疾病
ヒトの体内におけるアンモニアは血液によって運ばれ肝臓によって処理されるが、肝臓病などの疾病においてその処理機能が低下すると、高アンモニア血症を発症し脳障害など重大な影響を及ぼす。

## その他
食品、特に動物性食品の蛋白質やアミノ酸が微生物に分解されるとアンモニアが発生し、一定の量を超えればいわゆる腐敗臭を放つようになる。アンモニアには毒性があるが、微量であれば食物の風味付けに利用される。くさややホンオフェなど、刺激臭のする発酵食品の臭気の主成分の一つはアンモニアである。またアンモニアは食品添加物として認められ、パンや洋菓子などの生地の膨張剤として使用される。この場合アンモニアは加熱過程で消散し、製品に残留しないことが要求されている。
サメの体内にはアンモニアがあるために腐敗が遅い。冷蔵技術が普及する前、日本の山間部では、腐敗や食中毒を起こさずに海岸部から運んでこられるサメが海の幸として珍重されていた。
アンモニアは、また体内でも生成される。食物に含まれる蛋白質や、腸の分泌液に含まれる尿素が腸内細菌によって分解されるとアンモニアが生産され、血液中に放出される。血中アンモニアは肝臓で尿素やグルタミンに変換され、無毒化される。薬剤や肝硬変などで肝機能が低下したときには体内にアンモニアが蓄積され、肝性脳症を発症する（アンモニアは容易に血液脳関門を通過し、脳にダメージを与える。）。
生物は、蛋白質など代謝の結果で不要となった窒素を貯蔵、排泄しなければならない。硬骨魚類や両生類の幼生では主にアンモニアの形でそのまま排泄されるが、軟骨魚類、哺乳類や両生類の成体では主に尿素、爬虫類の多くや鳥類では尿酸に変換された上で貯蔵、排泄される。
電子技術総合研究所で神経回路の伝達の研究に使用されていたヤリイカの飼育は当初困難だったが、松本元により、アンモニアを除去するために循環濾過フィルター内にアンモニアを酸化する細菌（亜硝酸菌）と、それを還元する細菌（嫌気呼吸菌、脱窒菌）の繁殖・保持により達成された。これは現在の海水魚飼育で、基本的な技術となっている。
ウシなどではタンパク質などの過剰摂取により第一胃内および血液中のアンモニア濃度が上昇し、アンモニア中毒となることがある。
室内アンモニア濃度が20ppm以上の状態でラットを長時間飼育すると呼吸器系の炎症を引き起こす。

## 関連文献
- 「アンモニア合成に新手法」『msn 産経ニュース』2010.12.14 07:44、The Sankei Shimbun & Sankei Digital、2010年12月14日(火)閲覧 エラー: 閲覧日が正しく記入されていません。。-- 東京大学大学院・触媒反応工学の研究グループが製造コストが安価なアンモニア合成方法を開発し、英国の科学誌 "Nature Chemistry" の電子版に発表された。アンモニアを燃焼させて熱エネルギーを取り出す場合、その際の排出物質は窒素と水だけである。二酸化炭素を排出しないので、次世代のエネルギー源になる可能性がある。
  - Kazuya Arashiba; Yoshihiro Miyake; Yoshiaki Nishibayashi, “A molybdenum complex bearing PNP-type pincer ligands leads to the catalytic reduction of dinitrogen into ammonia”, Nature Checmistry (05 December 2010) 2010年12月14日(火)閲覧。 エラー: 閲覧日が正しく記入されていません。